# Clementina Díez de Baldeón
Clementina Díez de Baldeón García (Ciudad Real, 15 de marzo de 1953) es una política española del Partido Socialista Obrero Español (PSOE). Fue diputada en el Congreso durante cuatro legislaturas (1996-2011) donde fue Presidenta de la Comisión de Cultura y en el PSOE, fue Secretaria de la Mujer y de Educación y Sanidad (1996-2000).

## Biografía
Licenciada en Historia del Arte por la Universidad de Castilla-La Mancha, donde años más adelante fue profesora titular y posteriormente fue nombrada Vicerrectora de la Universidad de Castilla-La Mancha durante 8 años entre 1988 y 1996.

### Carrera política
Afiliada al Partido Socialista Obrero Español, en el mismo año (1996) entró en las listas al Congreso de los Diputados por la Provincia de Ciudad Real, y tras las Elecciones generales de España de 1996 celebradas el día 3 de marzo, consiguió su escaño en el congreso y comenzó a ser diputada de la VI, VII, VIII y la IX Legislatura de España, durante los gobiernos de Aznar y Zapatero. 
Hasta que causó baja como diputada el día 27 de septiembre de 2011.
En el congreso, ha sido Portavoz de la Comisión parlamentaria de Educación y Cultura y Presidenta de la Comisión de Cultura del Congreso de los Diputados. 
También ha sido Secretaria de la Mujer y de Educación y Sanidad de la Comisión Ejecutiva Federal del PSOE.
Actualmente es miembro del Comité Federal del PSOE.

## Vida familiar
Clementina Díez, está casada con el político José María Barreda Fontes, ex-presidente de la Junta de Comunidades de Castilla-La Mancha, con el que ha tenido una hija y un hijo (Clementina y Jaime Barreda Diez de Baldeón).